# Chikka Kurubarahalli, Kolar
Chikka Kurubarahalli là một làng thuộc tehsil Kolar, huyện Kolar, bang Karnataka, Ấn Độ.